# Relações entre Argélia e França
As relações entre Argélia e França são as relações diplomáticas estabelecidas entre a República Argelina Democrática e Popular e a República Francesa. Estas relações abrangem mais de cinco séculos. Durante este período, a Argélia foi parte do Império Otomano, sendo conquistada e colonizada pela França posteriormente. A colonização francesa da Argélia começou em 1830 com a conquista de Argel. O período colonial duraria mais de 100 anos, antes que a Frente de Libertação Nacional Argelina lançasse uma revolta em 1954. Após oito anos de guerra, a Argélia ganhou a sua independência, em 1962. Aproximadamente um milhão de pessoas morreram durante este conflito.